# Habronestes pseudoaustraliensis
Habronestes pseudoaustraliensis là một loài nhện trong họ Zodariidae.
Loài này thuộc chi Habronestes. Habronestes pseudoaustraliensis được Barbara C. Baehr miêu tả năm 2003.